# Joel Arthur Rosenthal
Joel Arthur Rosenthal (New York, 1943) is een Amerikaanse juwelenontwerper.
Rosenthal werd geboren in de Bronx. In 1966 vertrok hij naar Frankrijk en vestigde zich in Parijs. Hij werkte enkele maanden voor Bulgari. Hij stichtte zijn eigen bedrijf JAR, gevestigd op de Place Vendôme. Zijn exclusieve juwelen hebben een eigenzinnige, barokke en extravagante stijl.